# Red.es
Red.es (qui se traduirait Réseau.es) est l'établissement public à caractère industriel et commercial espagnol (le statut exact étant Entidad pública empresarial (es), EPE) chargée de la mise en œuvre du projet Plan Avanza et de l'administration électronique, dans le cadre de la « société de l'information ». Red.es dépend du Secrétariat d'État aux Télécommunications et pour la Société de l'Information, lui-même dépendant du Ministère de l'Industrie. Il travaille en collaboration avec les administrations locales, notamment les communautés autonomes, et les entreprises privées.

## Missions
Outre l'implémentation du Plan Avanza, Red.es soutient les PME du secteur des NTIC ; met en œuvre les projets d'administration électronique ; essaie de lutter contre la fracture numérique ; est chargé de la transition à la télévision numérique terrestre (TNT), ainsi que de RedIRIS (es) qui relie les universités et centres de recherche entre eux, etc. Enfin, Red.es est chargé de l'attribution des noms de domaine en es.

## Budget
Outre son budget propre, Red.es est subventionné par le Fonds européen de développement régional (FEDER). 